# Mester de Vandalía
Mester de Vandalía es una revista independiente de poesía y diversas artes, en la que colaboran gran cantidad de poetas hispanohablantes del sur y norte de España, de Latinoamérica y de otros países como Estados Unidos o Italia. La periodicidad de publicación es irregular, y al no ser una revista expresamente comercial, la mejor forma de obtenerla es contactando directamente con la coordinadora de la publicación. Su ISSN es 1885-7272.
El Centro Unesco de Ceuta, así como la Consejería de Educación y Cultura de esta misma ciudad, han cooperado en la publicación de Mester de Vandalía. Actualmente, la revista sigue en funcionamiento (más activa aún, si cabe), aunque está por determinar la fecha del próximo número.

## La revista
El primer número (n.º 0) de la revista Mester de Vandalía fue publicado en mayo de 2004, y hasta la fecha han sido publicadas tres entregas (la última, en marzo de 2008).
Mester de Vandalía nació como una revista de poesía y desde sus comienzos ha sido coordinada por la poetisa malagueña María Jesús Fuentes. Sin embargo, la revista obra como punto de encuentro entre diversas artes como la pintura, la escultura, la fotografía o la música: en el tercer número se encuentra, por primera vez, la partitura de una pieza musical.
Los miembros de Mester de Vandalía se denominan vándalos, aunque este término no se limita únicamente a quienes participan activamente en la elaboración de la revista, sino que tiene un sentido más amplio: la cualidad de vándalo se extiende a todos aquellos que sientan serlo y se espera que a lo largo de toda su trayectoria se verá reflejada en la participación de nuevos vándalos.
A pesar de la continua aparición de estos nuevos miembros, se mantienen los vándalos de siempre como: Miguel Losada, Elena Medel, Carmen Jodra, Lucía Fraga, María Fernández Salgado, Vanesa Pérez-Sauquillo, Javier Gamonal o Marga Blanco; además de la propia fundadora de la revista, M.ª Jesús Fuentes.
En el apartado gráfico, siempre han sido representativas las colaboraciones del dibujante Vicente Álvarez (profesor de ilustración y cómic y autor de los famosos personajes Pepe Caballa y la Pavana, que periódicamente aparecen en la prensa de la ciudad de Ceuta), del respetado artista Diego Segura, Curro Ruiz y Ana María Lajas. En los dos primeros números de la revista, de la portada y el diseño se encargó Fernando G. Romero. De la maquetación del tercer número de Mester de Vandalía, se encargó Javier Pedrajas.

## Formato
El formato de Mester de Vandalía, al igual que la composición de su elenco de vándalos, se ve sometido a un constante proceso de metamorfosis. Conforme se avanza en los números de las publicaciones, la revista adquiere mayor colorido, y mayor riqueza de elementos varios en su diseño: recortes con apariencia de cartón sobre los que se escriben las biografías, sellos y formas geométricas, mayor cantidad de imágenes, fotografías, manuscritos, esculturas, composiciones, texturas...
El gran volumen de los primeros números se debe al espacio que requiere cada poema y cada imagen para ser visto y leído como deben. Es notable el "caos ordenado" en su apariencia, en el cual, por ejemplo, parece que la sección de poesía ha terminado, siendo interrumpida por el Correolario, una composición de imágenes y fotos, o un texto ajeno a la poesía; y tras el cual vuelve a aparecer la sección de poemas; o la inserción de biografías de unos autores junto a  poemas de otros; o el hecho de que el ni el título del poema ni el nombre del autor se encuentren siempre en la misma región con respecto al poema. Todas estas características son claros ejemplos del espíritu de la revista, el espíritu de la revista; familiar, destartalado y bello, informal y elegante, desenfadado, íntimo; algo semejante al calor del hogar, el hogar del poeta.
El tercer número de la revista, a diferencia de los dos anteriores, se presenta en forma de papiro enrollado atado con un cordel, y sus dimensiones son mucho mayores; quizás con el fin de tener cabida a las numerosas participaciones de poetas y artistas.

## Futuro
Sobre el futuro de la revista Mester de Vandalía, lo único seguro es que el próximo número saldrá sobre julio de 2009, o tal vez antes. Cada vez son más los jóvenes que participan en las nuevas entregas, sorprende en cada número la nueva aparición de escritores con cierto renombre convertidos a la Vandalía. A veces son desconocidos con gran talento en busca de hacerse un hueco en el mundo literario (no el editorial). Desde su comienzo, Mester de Vandalía se define claramente (sin necesidad de expresarlo textualmente) como una revista independiente, sin ningún devaneo por el negocio editorial, pero con un gran eco entre quienes disfrutan de la buena literatura; y en concreto, la poesía.

## Participaciones

### Vándalos (por orden alfabético)
| - Alejandra Vanessa - Alejandro Pedrajas - Álvaro Ribagorda - Ana Gorría - Andrea Perciaccante - Antonio Orihuela - Beatriz Saavedra - Carmen Jodra - Clara Díaz Pascual - David Fernández Rivera - Diego Segura - María Teresa Cuesta - Elena Medel - Enrique Gracia Trinidad - Estíbaliz Espinosa - Gracia Iglesias Lodares - Javier Gamonal - Javier Lostalé | - José Manuel Maldonado Beltrán - José Miguel Giner - Lucía Fraga - Luz Pichel - Marga Blanco Samos - María Eloy García - Maria Jesús Fuentes García - Miguel Ángel Curiel - Miguel Losada - Nicolás del Hierro - Paz Díe Dean - Pepa Nieto - Pilar Adón - Sergio Fong - Vanesa Pérez-Sauquillo - Curro Ruiz - Fernando G. Romero - Vicente Álvarez - Yolanda Castaño |

### Apoyos
Mester de Vandalía cuenta con el arropo de diversos organismos:
Instituciones culturales
- El Ateneo de Madrid,
- La Unesco (patrocinador cultural de la revista),
- Los numerosos centros del Instituto Cervantes (que aboga por la difusión de la cultura española alrededor del mundo),

Revistas y grupos artísticos
- La más bella,
- El Cangrejo Pistolero,
- Letralia.